# Base Decepción
La base Decepción (in spagnolo Base Decepción) è una base antartica temporanea argentina.

## Ubicazione
Localizzata a ad una latitudine di 62° 52' sud e ad una longitudine di 60°43' ovest la stazione si trova sull'isola Deception (isla Decepción, in spagnolo), nelle Isole Shetland Meridionali.
Il primo insediamento argentino nella zona è stato inaugurato il 25 gennaio 1948, come base navale. La stazione ha operato come base permanente sino al dicembre 1967 quando una serie di eruzioni vulcaniche nella zona hanno spinto le autorità ad abbandonare la struttura. Attualmente viene abitata soltanto per progetti specifici, solitamente durante la stagione estiva.
La base svolge osservazioni meteorologiche con continuità dal 1948.